# Nastasia Noens
Nastasia Noens (ur. 12 września 1988 w Nicei) – francuska narciarka alpejska, specjalistka slalomu, mistrzyni świata i brązowa medalistka mistrzostw świata juniorów.

## Kariera
Na arenie międzynarodowej Nastasia Noens po raz pierwszy pojawiła się 8 grudnia 2003 roku w Val Thorens, gdzie w zawodach FIS Race w slalomie zajęła 38. miejsce. W 2007 roku wystartowała na mistrzostwach świata juniorów w Altenmarkt, gdzie jej najlepszym wynikiem było szesnaste miejsce w tej samej konkurencji. Podczas rozgrywanych rok później mistrzostw świata juniorów w Formigal zdobyła w slalomie brązowy medal. Przegrała tam tylko z Austriaczką Bernadette Schild oraz Céliną Hangl ze Szwajcarii.
W zawodach Pucharu Świata zadebiutowała 11 listopada 2006 roku w Levi, zajmując 26. miejsce w slalomie. Tym samym już w swoim debiucie wywalczyła pierwsze pucharowe punkty. Na podium po raz pierwszy stanęła 11 stycznia 2011 roku we Flachau, zajmując trzecie miejsce w tej konkurencji. W zawodach tych uległa jedynie Niemce Marii Riesch oraz Tanja Poutiainen z Finlandii. Najlepsze wyniki osiągała w sezonie 2010/2011, kiedy zajęła 24. miejsce w klasyfikacji generalnej, a w klasyfikacji slalomu była ósma.
W 2010 roku wystartowała na igrzyskach olimpijskich w Vancouver, gdzie rywalizację w slalomie ukończyła na 29. pozycji. Podczas rozgrywanych cztery lata później igrzysk w Soczi w tej samej konkurencji była siódma. Zajęła też między innymi dziewiąte miejsce podczas mistrzostw świata w Val d’Isère w 2009 roku i rozgrywanych sześć lat później mistrzostw świata w Vail/Beaver Creek. W 2017 roku wspólnie z kolegami i koleżankami z reprezentacji zdobyła złoty medal podczas mistrzostw świata w Sankt Moritz.

## Osiągnięcia

### Igrzyska olimpijskie
| Miejsce | Dzień     | Rok  | Miejscowość | Konkurencja | Czas biegu | Strata | Zwyciężczyni     |
| ------- | --------- | ---- | ----------- | ----------- | ---------- | ------ | ---------------- |
| 29.     | 26 lutego | 2010 | Vancouver   | Slalom      | 1:42,89    | +5,60  | Maria Riesch     |
| 7.      | 21 lutego | 2014 | Soczi       | Slalom      | 1:44,54    | +1,58  | Mikaela Shiffrin |
| 20.     | 16 lutego | 2018 | Pjongczang  | Slalom      | 1:38,63    | +3,65  | Frida Hansdotter |
| 4.      | 24 lutego | 2018 | Pjongczang  | Drużynowo   | -          | -      | Szwajcaria       |
| 19.     | 9 lutego  | 2022 | Pekin       | Slalom      | 1:44,98    | +2,88  | Petra Vlhová     |

### Mistrzostwa świata
| Miejsce | Dzień     | Rok  | Miejscowość       | Konkurencja | Czas biegu | Strata | Zwyciężczyni          |
| ------- | --------- | ---- | ----------------- | ----------- | ---------- | ------ | --------------------- |
| 13.     | 14 lutego | 2009 | Val d’Isère       | Slalom      | 1:51,80    | +2,49  | Maria Riesch          |
| 9.      | 11 lutego | 2011 | Ga-Pa             | Slalom      | 1:45,79    | +2,39  | Marlies Schild        |
| 19.     | 16 lutego | 2013 | Schladming        | Slalom      | 1:39,85    | +2,81  | Mikaela Shiffrin      |
| 9.      | 14 lutego | 2015 | Vail/Beaver Creek | Slalom      | 1:38,48    | +2,69  | Mikaela Shiffrin      |
| 1.      | 14 lutego | 2017 | Sankt Moritz      | Drużynowo   | -          | -      | -                     |
| 12.     | 18 lutego | 2017 | Sankt Moritz      | Slalom      | 1:37,27    | +3,26  | Mikaela Shiffrin      |
| 13.     | 16 lutego | 2019 | Åre               | Slalom      | 1:57,05    | +4,48  | Mikaela Shiffrin      |
| 11.     | 20 lutego | 2021 | Cortina d’Ampezzo | Slalom      | 2:30,66    | +3,55  | Katharina Liensberger |

### Mistrzostwa świata juniorów
| Miejsce | Dzień     | Rok  | Miejscowość | Konkurencja | Czas biegu | Strata | Zwyciężczyni         |
| ------- | --------- | ---- | ----------- | ----------- | ---------- | ------ | -------------------- |
| 34.     | 7 marca   | 2007 | Altenmarkt  | Zjazd       | 1:39,69    | +3,96  | Tina Weirather       |
| 39.     | 8 marca   | 2007 | Altenmarkt  | Gigant      | 2:14,90    | +8,98  | Nicole Schmidhofer   |
| 16.     | 11 marca  | 2007 | Altenmarkt  | Slalom      | 1:44,23    | +2,35  | Ilka Štuhec          |
| 3.      | 28 lutego | 2008 | Formigal    | Slalom      | 1:33,85    | +1,29  | Michaela Kirchgasser |

### Puchar Świata

#### Miejsca w klasyfikacji generalnej
- sezon 2006/2007: 122.
- sezon 2008/2009: 101.
- sezon 2009/2010: 64.
- sezon 2010/2011: 24.
- sezon 2011/2012: 34.
- sezon 2012/2013: 70.
- sezon 2013/2014: 42.
- sezon 2014/2015: 39.
- sezon 2015/2016: 26.
- sezon 2016/2017: 120.
- sezon 2017/2018: 74.
- sezon 2018/2019: 53.
- sezon 2020/2021: 59.
- sezon 2021/2022: 62.

#### Miejsca na podium w zawodach
1. Flachau – 11 stycznia 2011 (slalom) – 3. miejsce
2. Bormio – 5 stycznia 2014 (slalom) – 3. miejsce
3. Crans-Montana − 15 lutego 2016 (slalom) – 2. miejsce